# Alloscirtetica corvina
Alloscirtetica corvina är en biart som först beskrevs av Heinrich Friese 1908.  Alloscirtetica corvina ingår i släktet Alloscirtetica och familjen långtungebin. Inga underarter finns listade i Catalogue of Life.